# ワード・イズ・アウト
『ワード・イズ・アウト』(Word Is Out)は、英国の音楽デュオのストック・アンド・ウォーターマンがオーストラリアの歌手カイリー・ミノーグの4枚目のアルバム『あなたも、M?』の為に書いた楽曲。プロデュースはマイク・ストックとピート・ウォーターマンが行ない、『あなたも、M?』からファースト・シングルとして1991年8月26日に発売した。ジャケット写真はエレン・フォン・アンワースがEsquireのイギリス版の為に撮った写真が使われた。

## 商業的反応
この曲はファースト・シングルとして1991年夏に発売され、イギリスでトップ20ヒットとなる16位を記録したが、13作連続トップ10入りの記録はここで途絶えた。オーストラリアではもっとゆったりとしたサマー・ブリーズ・ミックスがメインのミックスとして選ばれ、ミノーグにとって10枚目のトップ10入りになる10位を記録した。イギリスではサマー・ブリーズ・ミックスをレコード盤面の片面にサインをした限定版の12インチ・レコード・シングルとして発売され、コレクターズ・アイテムの一つになっている。

## ミュージック・ビデオ
ジェームス・レボンの監督によりロンドンの有名なカムデン・マーケットで撮影が行われた、イギリスのTV司会者Davina McCallがミノーグのバックダンサーの一人として登場している。オーストラリア・ヴァージョンのビデオは2002年（2003年に発売されたアップデート版も含む）の『グレイテスト・ヒッツ』DVDに特典映像の一つとして収録された。

## ライヴでの披露
ミノーグは2012年3月20日に開催されたアンタイ・ツアーのビック・トップ・アット・ルナ・パーク公演にてファンのリクエストに応える形でこの曲のアカペラを披露した musicOMHのマイケル・ウィルトンはパフォーマンスについて「気の利いたもの」だとしている。
- レッツ・ゲット・トゥ・イット・ツアー
- ショウガール・ホームカミング・ツアー (機械トラブルの間の繋ぎとして即興でアカペラを歌った)
- アンタイ・ツアー (シドニーでのアカペラの披露)

## 収録曲
| オーストラリア CD/カセット・シングル 1. "Word Is Out" – 3:41 2. "Say the Word - I'll Be There" – 4:00 3. "Word Is Out" (Summer Breeze 12-inch mix) – 7:41 オーストラリア 12インチ・シングル A1. "Word Is Out" (Summer Breeze 12-inch mix) – 7:41 A2. "Word Is Out" (instrumental) – 3:31 B1. "Word Is Out" (UK 12-inch mix) – 5:53 B2. "Say the Word - I'll Be There" – 4:00 イギリス 7インチ/カセット・シングル 1. "Word Is Out" – 3:34 2. "Say the Word - I'll Be There" – 4:00 | UK 12インチ・シングル A1. "Word Is Out" – 5:53 B1. "Say the Word - I'll Be There" – 4:00 B2. "Word Is Out" (instrumental) – 3:31 イギリス/日本 CDシングル 1. "Word Is Out" (7-inch version) – 3:34 2. "Word Is Out" (12-inch version) – 5:53 3. "Say the Word - I'll Be There" – 4:00 |

## チャート
| 国別チャート (1991年)          | 最高位 |
| ------------------------------ | ------ |
| オーストラリア (ARIA)          | 10     |
| ヨーロッパ (Eurochart Hot 100) | 37     |
| アイルランド (IRMA)            | 8      |
| UK シングルス (OCC)            | 16     |

## 発売日
| 国             | 日付           | 発売形態                                         | レーベル | 脚注   |
| -------------- | -------------- | ------------------------------------------------ | -------- | ------ |
| イギリス       | 1991年8月26日  | 7インチ・レコード 12インチ・レコード CD カセット | PWL      | [ 18 ] |
| 日本           | 1991年10月21日 | CD                                               | PWL      | [ 19 ] |
| オーストラリア | 1991年11月18日 | 7インチ・レコード CD カセット                    | Mushroom | [ 20 ] |